# Grodziszcz
Grodziszcz (hist. Grodziszcze; cz. Hradiště, niem. Grodischcz) – wieś i gmina katastralna o nazwie Hradiště pod Babí horou (Grodziszcz pod Babią Górą) w południowo-wschodniej części gminy Cierlicko, w powiecie Karwina, w kraju morawsko-śląskim, w Czechach. Powierzchnia 781,0802 ha, w 2001 liczba mieszkańców wynosiła 829, zaś w 2012 odnotowano 330 adresów.

## Historia
Miejscowość poświadczona jest pośrednio po raz pierwszy w łacińskim dokumencie Liber fundationis episcopatus Vratislaviensis (pol. Księga uposażeń biskupstwa wrocławskiego) spisanej za czasów biskupa Henryka z Wierzbna w latach 1295–1305, kiedy to wymieniona jest miejscowość Grodische villa Snessonis. Jednakowoż zapis w Liber fundationis... jednoznacznie sugeruje, że owa Grodische, wioska Snessona jest starsza od pozostałych wiosek położonych pomiędzy Skoczowem a Czechowicami wśród których została wymieniona, a gdzieś obok niej istniała druga osada o podobnej nazwie i to jeszcze starsza, gdyż w owym dokumencie nie została wymieniona w ogóle. Z położenia wioski Snessona wynika niewątpliwie, że chodzi o współczesny Grodziec, natomiast drugie Grodische utożsamia się właśnie z Grodziszczem. Tak więc Grodziszcz mógł już istnieć w okresie funkcjonowania kasztelanii cieszyńskiej, a następnie w utworzonym w 1290 roku księstwie cieszyńskim i jako w pełni rozwinięta wieś nie potrzębująca uregulowania kwestii płatności świętopietrza biskupom wrocławskim, podobnie jak np. Puńców czy Goleszów, nie została wymieniona w Liber fundationis...
W 1450 roku wieś została zakupiona przez marszałka Mikołaja z Dębowca, który został zobowiązany do wystawienia z Grodziszcza orszaku zbrojnego, w którym marszałkowi towarzyszyć miał jeden konny strzelec. W 1520 został odkupiony przez Jana Bruzowskiego wraz z synami, Andrzejem i Jakubem, od Filipa Boryńskiego.
Według austriackiego spisu ludności z 1910 Grodziszcz miał 785 mieszkańców, z czego 756 było zameldowanych na stałe, 735 (97,2%) było polsko-, 13 (1,7%) niemiecko- a 8 (1,1%) czeskojęzycznymi, 370 (47,1%) było katolikami, 398 (50,7%) ewangelikami, 8 (1%) wyznawcami judaizmu, a 9 osób innej religii lub wyznania.
Po podziale Śląska Cieszyńskiego w 1920 miejscowość znalazła się w granicach Czechosłowacji i powiatu Czeski Cieszyn.
W październiku 1938 Grodziszcz został wraz z resztą tzw. Zaolzia zaanektowany przez Polskę, a podczas II wojny światowej przez nazistowskie Niemcy.
Grodziszcz został włączony do gminy Cierlicko w 1975 roku.